# Superammasso della Lepre
Il Superammasso della Lepre (SCl 067) è un superammasso di galassie situato nell'omonima costellazione alla distanza di 114 milioni di parsec dalla Terra (circa 371 milioni di anni luce).
Si stima una lunghezza di circa 64 milioni di parsec.
Tra i componenti del superammasso si annoverano gli ammassi di galassie Abell 548, Abell 3341, Abell 3367, Abell 3374, Abell 3376, Abell 3381, Abell 3390 e Abell 3392.
Il centro gravitazionale del superammasso è all'interno della costellazione della Colomba.
| Nome       | R.A. (J2000)  | Dec (J2000)  | Numero galassie | Redshift (z) | Distanza (milioni di anni luce) | Nomi alternativi                        |
| ---------- | ------------- | ------------ | --------------- | ------------ | ------------------------------- | --------------------------------------- |
| Abell 548  | 05h 47m 01.7s | -25° 36′ 59″ | 79              | 0,0416       | 544                             | AM 0546-253, ClG 0545.1-2538            |
| Abell 3341 | 05h 25m 32.8s | -31° 35′ 44″ | 87              | 0,0379       | 496                             | AM 0523-313, MCXC J0525.5-3135          |
| Abell 3367 | 05h 49m 21.3s | -24° 28′ 09″ | 33              | 0,0426       | 581                             |                                         |
| Abell 3374 | 05h 56m 55.7s | -21° 15′ 42″ | 34              | 0,0472       | 615                             |                                         |
| Abell 3376 | 06h 01m 45.7s | -39° 59′ 34″ | 42              | 0,0456       | 595                             | MCXC J0601.7-3959, BAX 090.1815-40.0499 |
| Abell 3381 | 06h 09m 55.4s | -33° 35′ 39″ | 69              | 0,0359       | 473                             | DC 0608-33, DRCG 0608-33                |
| Abell 3390 | 06h 24m 36.7s | -37° 20′ 09″ | 63              | 0,0333       | 441                             | MCXC J0624.6-3720, BAX 096.2544-37.3459 |
| Abell 3392 | 06h 27m 08.2s | -35° 29′ 20″ | 77              | 0,0554       | 719                             | CIZA J0627.0-3529, MCXC J0627.1-3529    |